# محوطه برج
محوطه برج مربوط به دوران پیش از تاریخ ایران باستان است و در شهرستان نیشابور، بخش زیرخان، روستای برج واقع شده و این اثر در تاریخ ۸ مرداد ۱۳۸۱ با شمارهٔ ثبت ۵۹۴۱ به‌عنوان یکی از آثار ملی ایران به ثبت رسیده است.